# 23044 Starodub
23044 Starodub è un asteroide della fascia principale. Scoperto nel 1999, presenta un'orbita caratterizzata da un semiasse maggiore pari a 2,2658143 UA e da un'eccentricità di 0,1914285, inclinata di 4,58805° rispetto all'eclittica.